# Shalimar (album)
Pour les articles homonymes, voir Shalimar (homonymie).
Albums de Rahul Dev Burman
Mili
(1975) Dharam karam
(1975)
Shalimar est un album de Rahul Dev Burman, sorti en 1975.

## L'album
Il fait partie des 1001 albums qu'il faut avoir écoutés dans sa vie.

### Titres
Tous les titres sont de Rahul Dev Burman, sauf mentions.
1. Title Music (Rahul Dev Burman) (2:55)
2. One Two Cha Cha Cha (Usha Uthup) (5:41)
3. Dialogue (4:11)
4. Countess' Caper/Shalimar (3:55)
5. Naag Devta (Mohammed Rafi) (4:27)
6. Aaina Wohi Rehta Hai (Lata Mangeshkar) (6:38)
7. Baby Let's Dance Together (Sapan Chaudhary) (2:38)
8. Romantic Theme (2:36)
9. Mera Pyar Shalimar (Asha Bhosle) (4:52)
10. Hum Bewafa Hargiz Na Thay (Happy) (Kishore Kumar) (2:07)